# 金剛院 (舞鶴市)

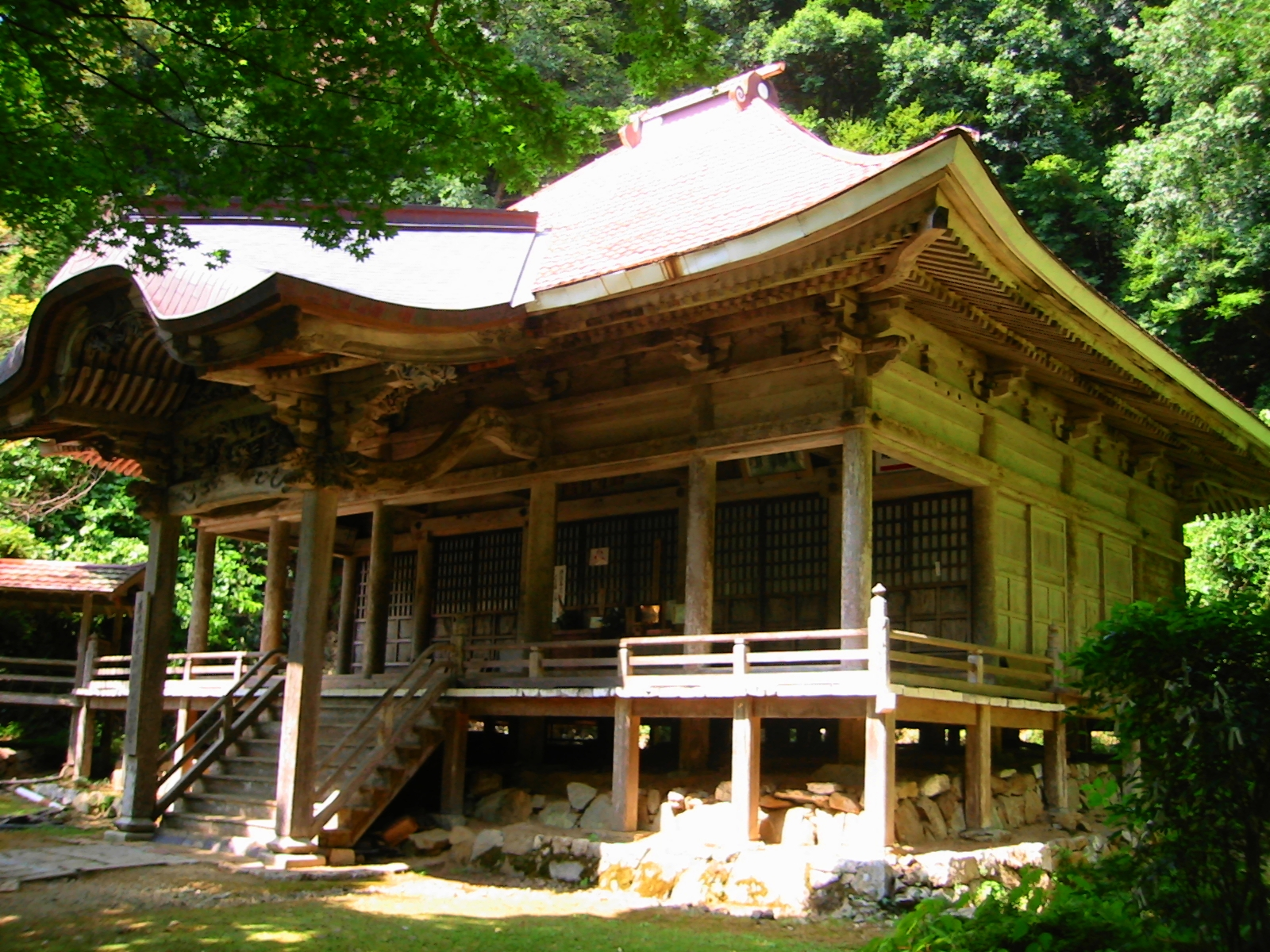
金剛院本堂

金剛院（こんごういん）は、京都府舞鶴市にある真言宗東寺派の寺院。山号は鹿原山。寺号は慈恩寺。本尊は波切不動明王。寺の周辺地域は金剛院京都府歴史的自然環境保全地域に指定されている。江戸時代に細川幽斎（藤孝）が作庭したという鶴亀の庭とともに植樹した楓が有名で、「丹後のもみじ寺」と呼ばれ、特に秋には多くの参拝がある。三島由紀夫の小説『金閣寺』の舞台の一つでもある。

## 歴史
『金剛院慈恩寺縁起』（元禄11年（1698年））によれば、天長6年（829年）に真如法親王（高岳親王）によって高野山から弁才天が勧請され、創建されたという。平城天皇の第3皇子の高岳親王は嵯峨天皇の皇太子となったが、薬子の変に連座して皇太子位を廃された。親王は後に空海の弟子となり、真如法親王と呼ばれた。
本尊は当初は阿弥陀如来であったが、縁起によれば永保2年（1082年）に白河天皇が比叡山無動寺から相応和尚作という不動明王像を勧請し再興したとする。翌永保3年（1083年）には三重塔も建立された。その際、天皇は当院に慈恩寺という寺号を下賜している。
久安2年（1146年）には美福門院により再々興されたという。
なお、当院とその周辺の寺有地では、モミ林、シイ・カシ林、シイ・タブ林などの自然が維持されており、境内一帯も数百本のモミジで知られており、1997年（平成9年）9月12日に金剛院京都府歴史的自然環境保全地域（106.38 ha）に指定されている。
境内の南には鹿原公園がある。

## 境内
- 本堂（京都府指定有形文化財）
- 雲山閣 - 本堂と渡り廊下で繋がっている。拝殿。舞台造り。
- 鐘楼
- 弁財天堂
- 三重塔（重要文化財） - 室町時代の再建。金剛院塔婆ともいう。
- 弘法の滝
- 宝物殿
- 本坊（庫裏）
- 庭園「鶴亀の庭」（京都府指定名勝） - 小池庭ともいう。細川幽斎の作庭という[2]。
- 千年ガヤ（舞鶴市指定天然記念物）
- 山門
- 高岳親王の墓
- 奉行杉 - 当院を含む地域一円は平安時代後期には「志楽庄」と呼ばれた地域で、平忠盛の子の清盛が支配したこともある地域である。当院の参道の入り口付近にそびえる、高さ約25メートルの巨大な木は「奉行杉」と呼ばれ、当院の造営奉行を命じられた忠盛が植えたとの言い伝えがある。

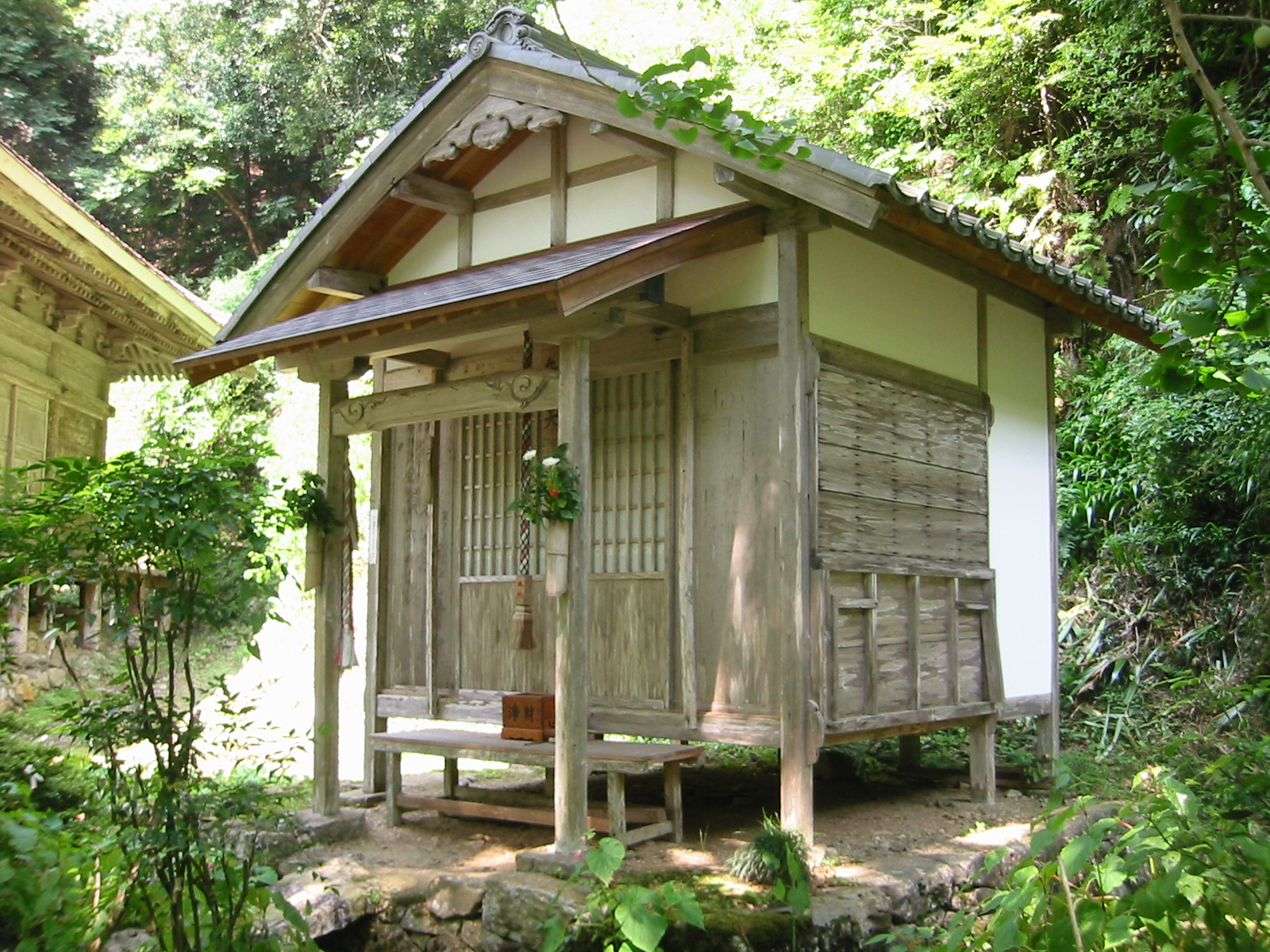
弁財天堂
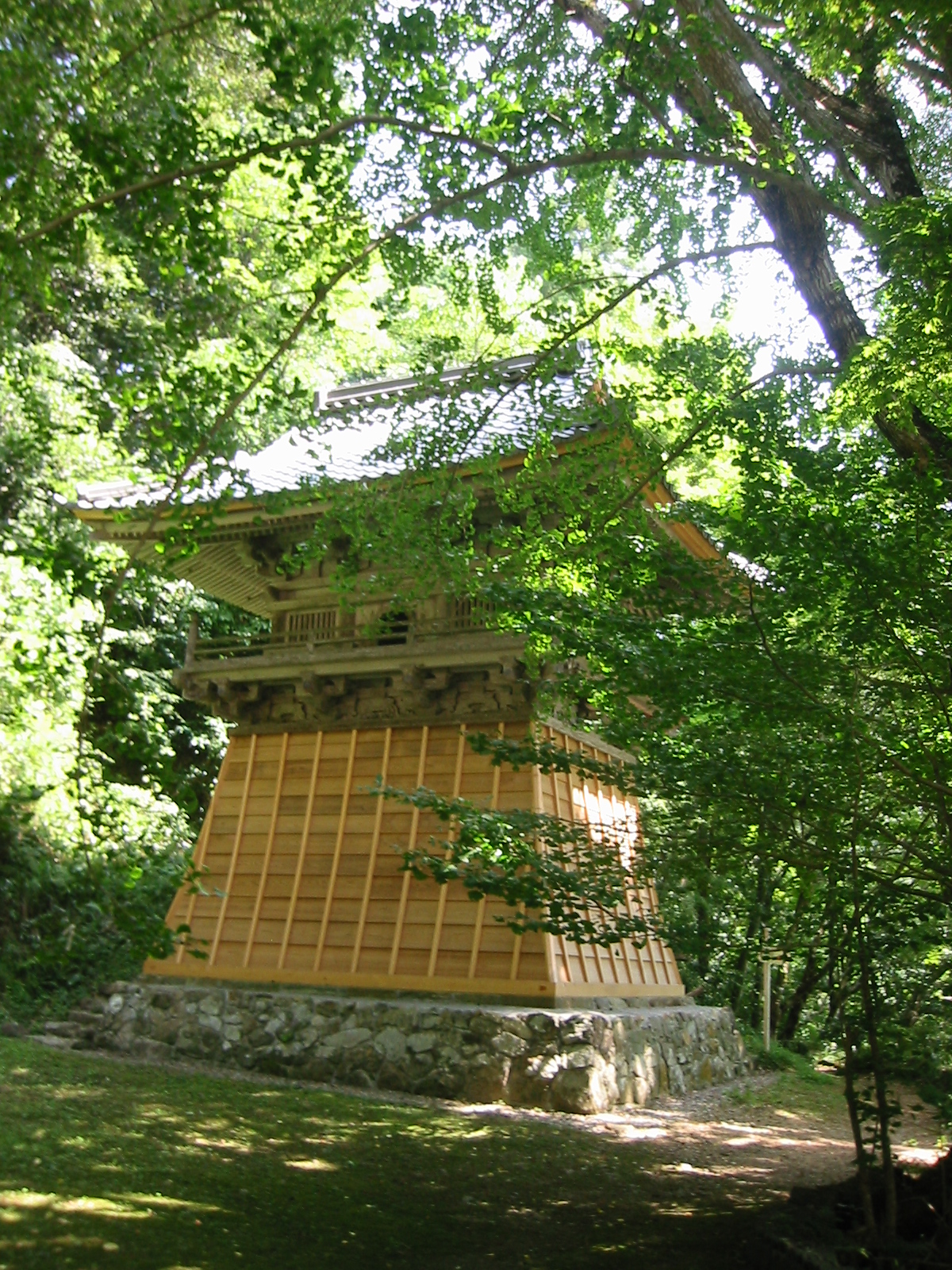
鐘楼
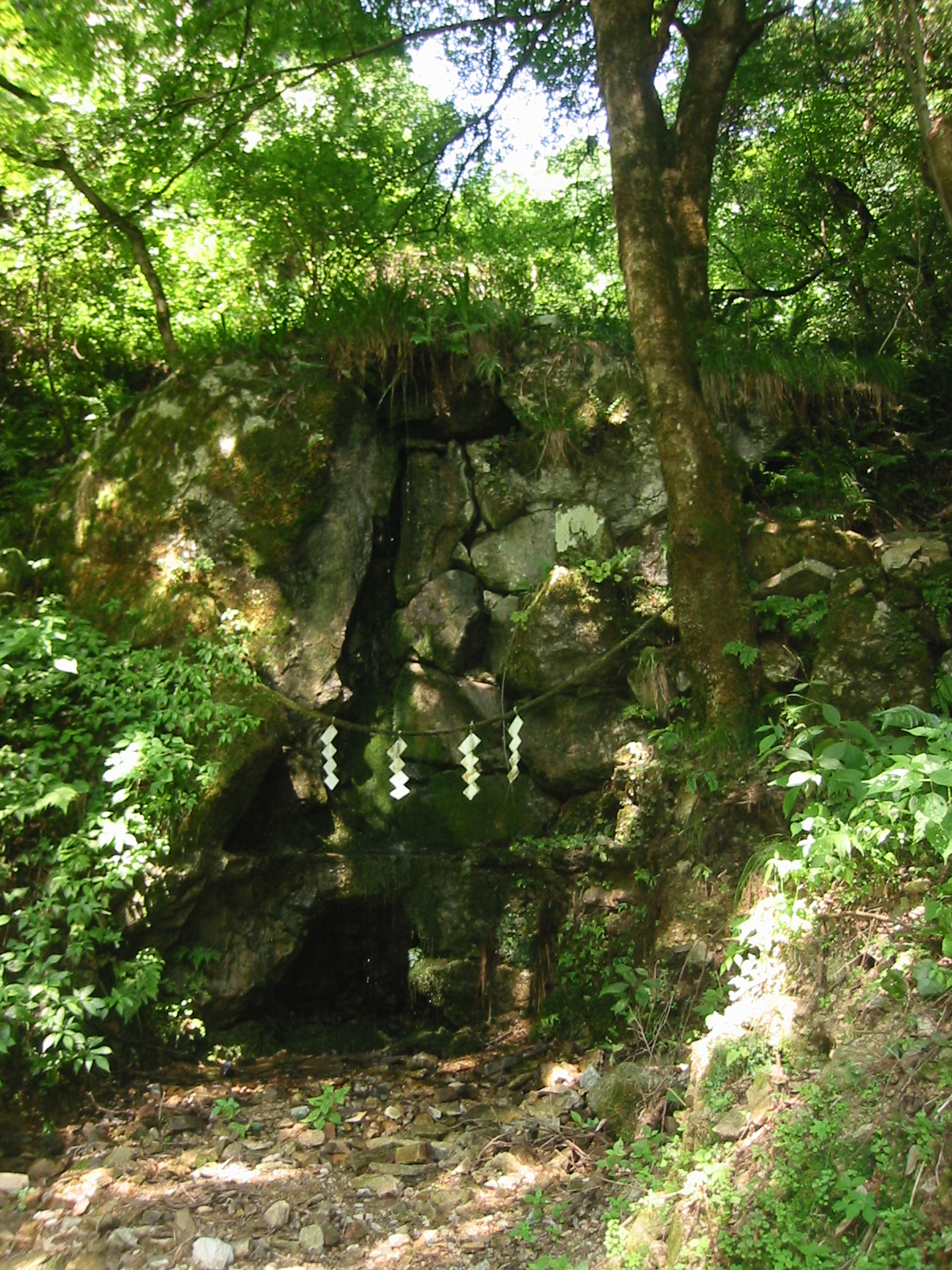
弘法の滝
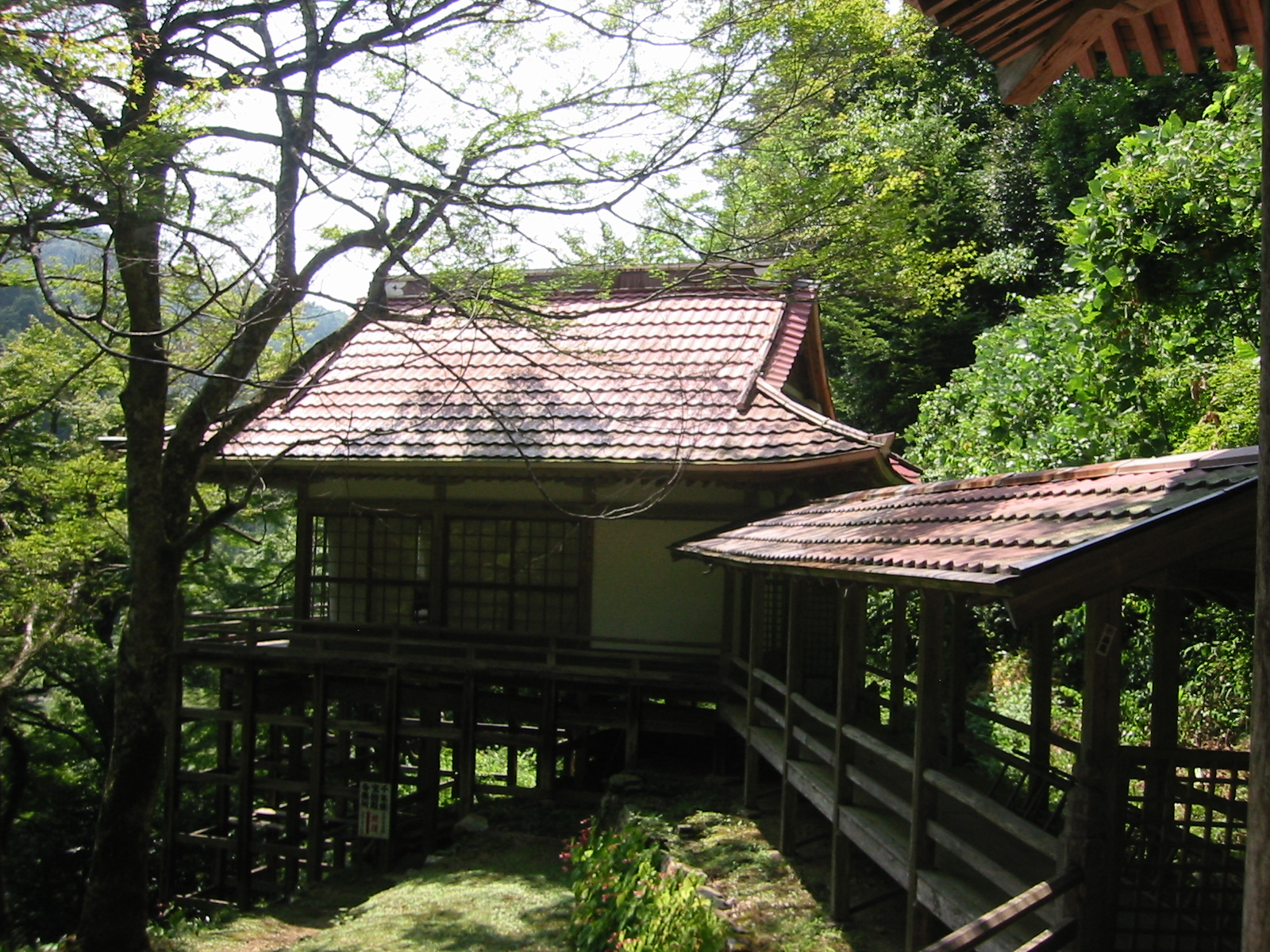
雲山閣
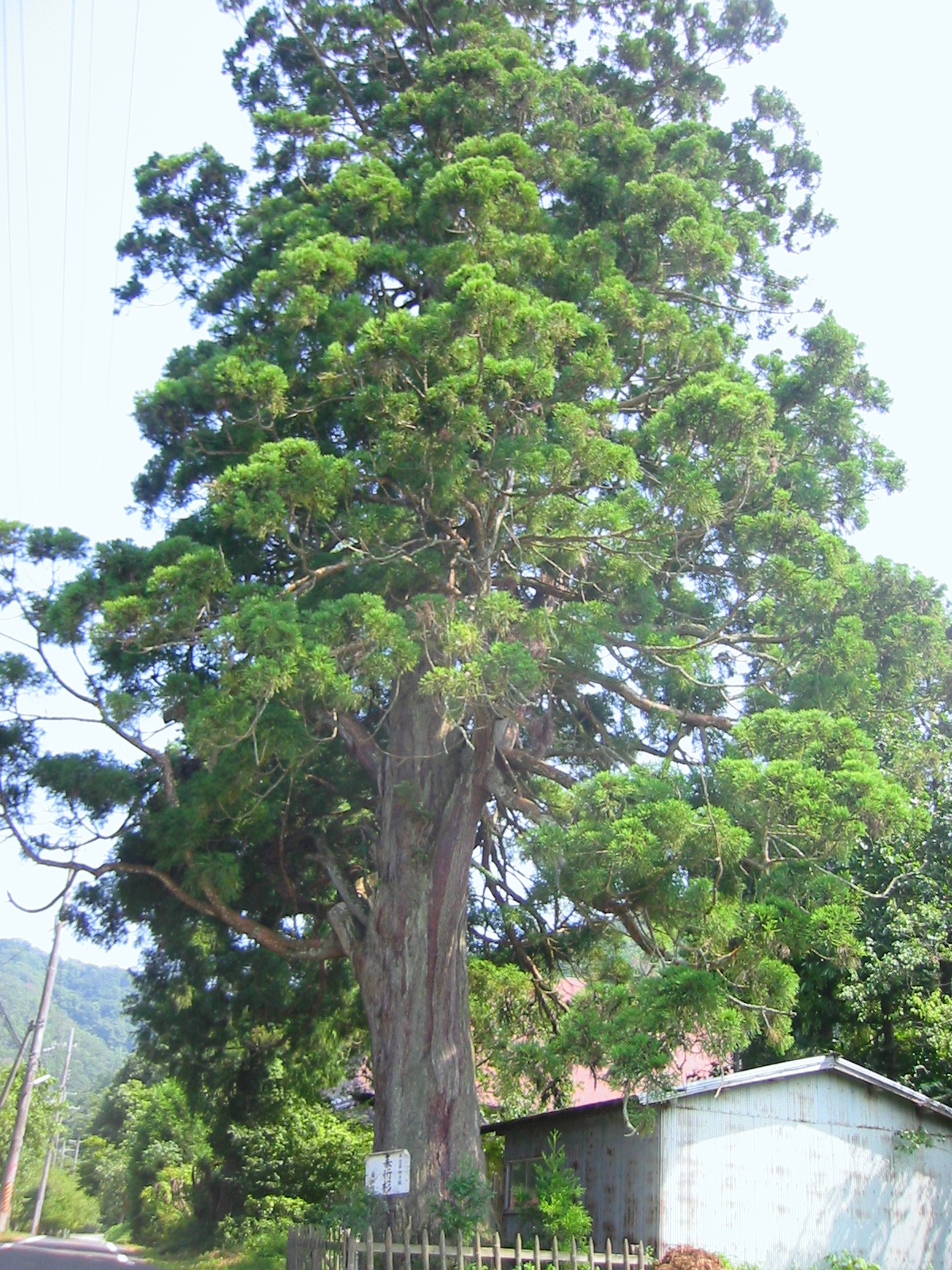
金剛院奉行杉

## 文化財

### 重要文化財
- 三重塔
- 木造執金剛神立像（快慶作）
- 木造深沙大将立像（快慶作）
- 木造増長天・多聞天立像
- 木造金剛力士像 2躯
- 木造阿弥陀如来坐像
- 絹本着色薬師十二神将像

### 重要美術品
- 制札 1枚 - 京都府指定有形文化財でもある。

### 京都府指定有形文化財
- 本堂
- 金剛院聖教類 1,646点
- 制札 1枚 - 重要美術品でもある。

### 京都府指定名勝
- 金剛院庭園

### 舞鶴市指定有形文化財
- 木造不動明王立像
- 金剛院梵鐘 1口
- 金剛院金銅独鈷杵 1口
- 金剛院金銅独鈷杵・金銅三鈷杵 2口
- 金剛院金銅密教法具 14口

### 舞鶴市指定天然記念物
- カヤ（千年ガヤ） - 京都の自然200選にも選ばれている。

### 京都府決定文化財環境保全地区
- 金剛院文化財環境保全地区

## 催事
- 毎月28日午前8時 - 不動講
- 11月 - もみじまつり

## 前後の札所
関西花の寺二十五霊場
2 楞厳寺　-　3 金剛院　-　4 高源寺

## 所在地
- 京都府舞鶴市鹿原595

## アクセス
- JR舞鶴線 東舞鶴駅下車、京都交通バス東舞鶴駅前停留所で高浜行に乗車、約16分で鹿原（）停留所下車。府道562号（金剛院線）を徒歩約5分。
- 舞鶴若狭自動車道舞鶴東ICから北東へ約5 km。

## 周辺
- 青葉山
- 青葉山松尾寺
- 多禰寺
- 舞鶴引揚記念館
- 若狭高浜海水浴場
- 青葉山ろく公園
- 舞鶴工業高等専門学校
- ミニストップ鹿原店
- みずなぎ学園